# 北里大学病院
北里大学病院（きたさとだいがくびょういん）は、神奈川県相模原市にある医療機関。学校法人北里研究所が運営する病院である。神奈川県災害医療拠点病院であり、特定機能病院の承認を受ける。

## 沿革
- 1971年（昭和46年）

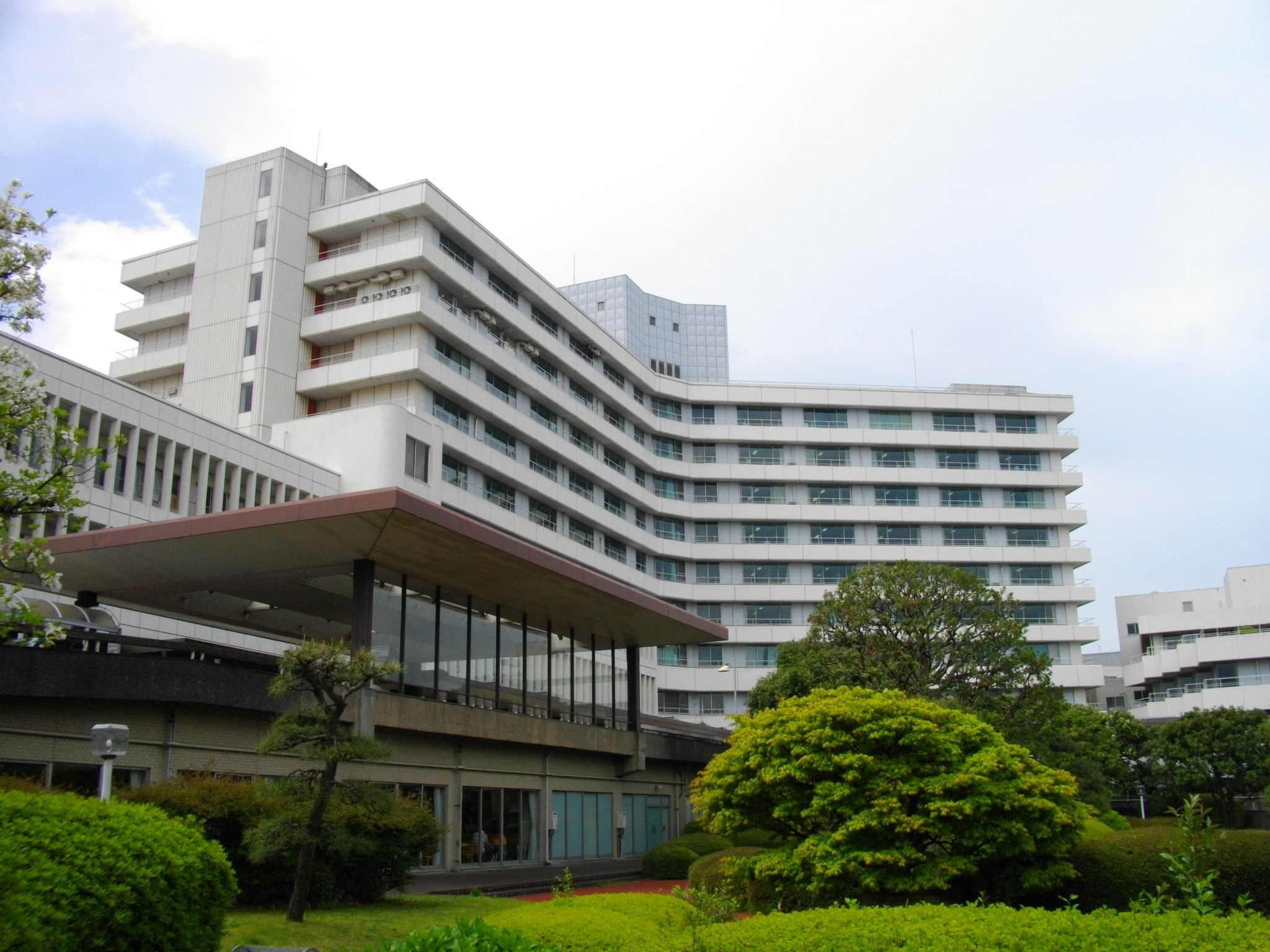
旧病院　～2014年5月6日

  - 4月 - 開設許可　標榜科13科 許可病床数　1,051床
  - 7月 - 開院
- 1985年（昭和60年）12月 - 特定承認保険医療機関承認
- 1986年（昭和61年）
  - 4月 - 救命救急センター棟を増設し、救命救急センター部を開設
  - 11月 - 許可病床数変更　1,069床
- 1993年（平成5年）12月 - 特定機能病院の認可
- 1996年（平成8年）5月 - 災害拠点病院指定
- 1997年（平成9年）2月 - HIV（エイズ）拠点病院選定
- 1998年（平成10年）4月 - 新棟（免震構造）増設 心臓血管センター、呼吸器センター、脳血管センター、周産母子センター 北里大学健康管理センター設置
- 1999年（平成11年）5月 - 総合リハビリテーションセンター開設
- 2000年（平成12年）5月 - 二次被ばく医療施設承認
- 2002年（平成14年）
  - 4月 - 標榜科に小児外科を追加（合計24科）
  - 11月 - 緩和ケア室設置
- 2003年（平成15年）
  - 4月 - 医療安全管理室・遺伝診療部設置、患者相談窓口開設
  - 5月 - 診断群分類別包括評価（DPC）導入
  - 8月 - 許可病床数　1,033床
  - 9月 - 病院機能評価認定（第JC40号）
  - 10月 - 経営戦略企画室設置
- 2004年（平成16年）
  - 4月 - 管理型臨床研修病院指定
  - 5月 - 保険診療指導室設置
  - 10月 - 外来化学療法センター部設置
- 2005年（平成17年）1月 - 神奈川県総合周産期母子医療センター指定
- 2006年（平成18年）
  - 4月 - 研修管理センター、移植医療支援室、脳卒中診療部門、看護V系設置、入院基本料「7対1」承認、総合診療部設置
  - 7月 - 医療情報管理室・患者支援センター部改組
- 2007年（平成19年）
  - 1月 - 地域がん診療連携拠点病院指定
  - 4月 - 感染管理室設置
- 2008年（平成20年）4月 - 学校法人北里研究所 北里大学病院に名称変更
- 2009年（平成21年）4月 - キャリア形成センター設置
- 2010年（平成22年）8月 - 放射線画像診断科設置
- 2011年（平成23年）
  - 1月 - RST・RRT室設置
  - 3月 - 看護コラボレーションセンター設置
  - 9月 - 新病棟の建設の着工を発表。
- 2014年（平成26年）
  - 5月7日 - 新病棟（本館）開院[1]。
  - 12月8日 - 1号館（現・東館）改装開院。同館1Fにショッピングモール「kitasatoモール」オープン。
- 2018年（平成30年）
  - 4月1日 - 日本専門医機構専門研修プログラム基幹施設
- 2020年（令和2年）
  - 2月18日 - 新病棟（西館）が一部開院。同館に小児精神科外来設置[2]。
  - 4月1日 - 北里大学東病院が西館に機能移転[3]。

## 診療科・部門・センター
- 内科総合外来
- 消化器内科
- 糖尿病・内分泌代謝内科
- 循環器内科
- 腎臓内科
- 血管内科
- 脳神経内科
- リウマチ膠原病・感染内科
- 呼吸器内科
- 精神神経科
- 皮膚科
- 放射線診断科
- 放射線治療科
- 外科総合外来
- 一般・消化器外科
- 乳腺・甲状腺外科
- 心臓血管外科
- 呼吸器外科
- 整形外科
- 骨バンク(KUBB)
- 形成外科・美容外科
- 脳神経外科
- 眼科
- 耳鼻咽喉科・頭頸部外科
- 泌尿器科
- 産科
- 婦人科
- 小児科
- 小児外科
- 小児心臓血管外科
- 麻酔科
- 歯科
- 総合診療部
- 漢方外来
- 遺伝診療部
- がん遺伝子パネル検査相談外来
- 吃音外来（中学生以上）
- 渡航外来
- 周産母子生育センター
- 救命救急・災害医療センター
- 消化器センター
- 心臓血管センター
- 呼吸器センター
- 脳卒中センター
- リハビリテーションセンター
- 精神神経疾患医療センター
- 認知症疾患医療センター
- めまいセンター
- 難病研究センター
- 総合手術センター
- 集中治療センター、RST ・RRT室
- 集学的がん診療センター
- 血液浄化センター
- 内視鏡センター
- IVRセンター
- 中央滅菌材料センター
- 緩和ケアセンター
- 放射線部
- 臨床検査部
- 薬剤部
- 病院病理部
- 栄養部
- リハビリテーション部
- ME部
- 輸血部
- 臨床心理室
- 看護部
- 臨床試験部センター
- トータルサポートセンター
- 診療情報管理室
- 移植医療支援室
- 患者サービスセンター
- 臨床研修センター
- 特定行為研究センター
- 臨床研究部
- 臨床研究支援室
- グローバル臨床研究支援センター
- 医療の質・安全推進室
- 感染管理室
- NST委員会
- 倫理審査室
- 臨床研究審査委員会
- HRP(Human Research Protections)室
- 特殊救急処置室
- 小児在宅支援部門
- 精神科OT室
- 心臓ニ次予防部門
- 新規医療・医薬品等評価室

## 医療機関の指定等
- 保険医療機関
- 労災保険指定医療機関
- 指定自立支援医療機関（更生医療・育成医療・精神通院医療）
- 身体障害者福祉法指定医の配置されている医療機関
- 精神保健指定医の配置されている医療機関
- 生活保護法指定医療機関
- 指定養育医療機関
- 戦傷病者特別援護法指定医療機関
- 原子爆弾被爆者医療指定医療機関
- 原子爆弾被爆者一般疾病医療取扱医療機関
- 感染症指定医療機関
- 母体保護法指定医の配置されている医療機関
- 特定機能病院
- 災害拠点病院
- 救命救急センター
- 臨床研修指定病院
- 臨床修練指定病院
- がん診療連携拠点病院
- エイズ治療拠点病院[4]
- 特定疾患治療研究事業委託医療機関
- DPC対象病院
- 指定療育機関
- 小児慢性特定疾患治療研究事業委託医療機関
- 総合周産期母子医療センター[5]

## 院内設備
病院内にはコンビニエンスストアが二箇所とカフェがあり、東館にはファミリーマート、本館6階にはセブンイレブンや同じセブン系のレストランが入っている。またいずれの二つのコンビニともに24時間営業である。また本館1階にはスターバックスも入っている。

## 交通アクセス
北里大学病院内にバスターミナルが併設されており、神奈川中央交通の路線バスが乗り入れている。停留所名は「北里大学病院・北里大学」である。元々は病院正面の「北里大学病院」と大学正門（現・病院正門）前広場の「北里大学」という別々の停留所だったが、2014年5月7日の新病棟開院時に移転集約され、現停留所名に改称された。
| 1番のりば                     |                              |                       |                                                                                       |
| 台13・相27                    | 総合体育館前・相武台団地     | 相武台前駅 行         | 小田急線相武台前駅からの所要時間約15分。                                              |
| 大15                          | 原当麻駅・古山               | 上溝 行               | JR相模線原当麻駅からの所要時間約10分。 JR相模線上溝駅からの所要時間約30分。           |
| 大15                          | 原当麻駅 行                  |                       |                                                                                       |
| 当02                          | 原当麻駅・望地キャンプ場入口 | 田名バスターミナル 行 | 田名バスターミナルからの所要時間約30分。                                              |
| 2番のりば                     |                              |                       |                                                                                       |
| 古01                          | 大野台入口・ゴルフ場前       | 古淵駅 行             | JR横浜線古淵駅からの所要時間は約20分。                                                |
| 小04・小14・相21              | 麻溝台・国立相模原病院       | 小田急相模原駅 行     | 小田急線小田急相模原駅からの所要時間は約20分。                                        |
| 3番のりば                     |                              |                       |                                                                                       |
| 大59                          | 麻溝台・みゆき台団地         | 相模大野駅北口 行     | 小田急線相模大野駅からの所要時間は約20分。                                            |
| 4番のりば                     |                              |                       |                                                                                       |
| 大15・大25・大53・ 大68・相25 | 大沼・グリーンホール前       | 相模大野駅北口 行     | 小田急線相模大野駅からの所要時間は約20分。 早朝の一部便はグリーンホールを経由しない。 |
| 5番のりば                     |                              |                       |                                                                                       |
| 大55・大68・小14              |                              | 麻溝車庫 行           |                                                                                       |
| 相21・相25・ 相27・相29       | 光が丘三丁目・市役所前       | 相模原駅南口 行       | JR横浜線相模原駅からの所要時間約25分。                                                |